# جاكي ستيورات
السير جون يونغ «جاكي» ستيوارت (بالإنجليزية: Jackie Stewart)، صاحب وسام الإمبراطورية البريطانية (ولد في 11 يونيو 1939) هو سائق سيارات سباق اسكتلندي. ويُلقب باسم «الإسكتلندي الطائر» (Flying Scot)، وقد تنافس في سباقات الفورمولا وان في الفترة بين عامي 1965 و1973، وفاز بثلاث بطولات سباق عالمية، وتنافس أيضًا في سباق كأس التحدي الكندي-الأمريكي (Can-Am). وهو معروف جيدًا في الولايات المتحدة باسم المُعلِّق المساعد (يساعد المعلق الأساسي في التعليق أثناء توقف اللعب) (ناقد) في السباقات التي تذاع عبر التلفاز، وكمتحدث باسم شركة فورد، فإن لكنته الاسكتلندية في التحدث بالإنجليزية جعلته ذا حضورٍ مميز. وبين عامي 1997 و1999، ومن خلال شراكة مع ابنه بول، أصبح مدير فريق سباقات الفورمولا وان ستيوارت جراند بريكس. وفي عام 2009، احتل المرتبة الخامسة بين أعظم خمسين سائقًا في سباقات الفورمولا وان على الإطلاق وفقًا لتحليل الصحفي كيفين إيسون، الذي كتب: «لم يبرز كسائقٍ عظيم فقط، ولكن كواحدٍ من أعظم متسابقي السيارات على الإطلاق.»

## وصلات خارجية
- جاكي ستيورات على موقع IMDb (الإنجليزية)
- جاكي ستيورات على موقع إن إن دي بي (الإنجليزية)
- جاكي ستيورات على موقع ديسكوغز (الإنجليزية)
- جاكي ستيورات على موقع قاعدة بيانات الفيلم (الإنجليزية)
- جاكي ستيورات على موقع Racing-Reference.info (الإنجليزية)
- جاكي ستيورات على موقع DriverDB.com (الإنجليزية)
- جاكي ستيورات قاعة قاعة إسكتلندا للمشاهير الرياضية (الإنجليزية)

- The official web site of Sir Jackie Stewart, www.sirjackiestewart.com
- International Motorsports Hall of Fame, Jackie Stewart
- COLLAGE: Jackie Stewart's Grand Prix Album نسخة محفوظة 20 يونيو 2010 على موقع واي باك مشين., a signed limited edition book
- Grand Prix History - Hall of Fame نسخة محفوظة 19 سبتمبر 2012 على موقع واي باك مشين., Jackie Stewart
- The Scotsman newspaper, Heritage and Culture, 'I risked my mother's wrath in order to be a driver'
- The Herald newspaper (Glasgow) نسخة محفوظة 30 مايو 2012 at Archive.is, 'Sir Jackie, was not diagnosed with dyslexia until he was 42'
- Jackie Stewart statistics
- Video Tribute to Jackie Stewart and his Tyrrell teammate François Cevert
- Sunday Times article 13 September, 2009 نسخة محفوظة 14 أغسطس 2011 على موقع واي باك مشين.